# Oxytropis taimyrensis
Oxytropis taimyrensis là một loài thực vật có hoa trong họ Đậu. Loài này được Á. Löve & D. Löve miêu tả khoa học đầu tiên.